# Aeroflot Open
Das Aeroflot Open ist ein Schachturnier, das jährlich in Moskau stattfindet und von der russischen Fluggesellschaft Aeroflot gesponsert wird. Es wurde 2002 erstmals ausgetragen und entwickelte sich zu einem der bestbesetzten Turniere des jeweiligen Jahres. Seit 2003 erhält der Gewinner eine Einladung zu den Dortmunder Schachtagen. Gespielt wurde bis 2012 ein Offenes Turnier nach Schweizer System in mehreren Klassen. Für die Teilnahme an der A-Gruppe war 2011 eine Spielstärke von 2550 Elo-Punkten gefordert. 2013 wurde der Modus geändert: Zunächst wurde ein Schnellschach-Qualifikationsopen (15 Minuten Bedenkzeit pro Partie plus 10 Sekunden pro Zug) mit 257 Teilnehmern gespielt, von denen sich die besten 32 für ein Turnier im K.-o.-System qualifizierten, an dem auch acht eigens eingeladene Spieler teilnahmen; dazu wurde ein Blitz Open ausgetragen, viele Spieler nahmen an beiden Wettbewerben teil. Nachdem das Turnier im Jahr 2014 nicht stattgefunden hatte, kehrte man 2015 zum bisherigen Modus eines neunrundigen Opens mit klassischer Bedenkzeit zurück.

## Gewinner
Der Name des Siegers ist fett gedruckt.
| #   | Jahr         | Gewinner                                                                                     | Punkte | Runden |
| --- | ------------ | -------------------------------------------------------------------------------------------- | ------ | ------ |
| 1   | 2002         | Gregory Kaidanov Alexander Grischtschuk Aljaksej Aljaksandrau Alexander Shabalov Vadim Milov | 6 1⁄2  | 9      |
| 2   | 2003         | Viktor Bologan Aljaksej Aljaksandrau Aljaksej Fjodarau Peter Swidler                         | 7      | 9      |
| 3   | 2004         | Sergei Rublewski Rafael Vaganian Waleri Filippow                                             | 7      | 9      |
| 4   | 2005         | Emil Sutovsky Andrei Charlow Wassyl Iwantschuk Alexander Motyljow Wladimir Hakobjan          | 6 1⁄2  | 9      |
| 5   | 2006         | Baadur Dschobawa Viktor Bologan Krishnan Sasikiran Şəhriyar Məmmədyarov                      | 6 1⁄2  | 9      |
| 6   | 2007         | Jewgeni Alexejew                                                                             | 7      | 9      |
| 7   | 2008         | Jan Nepomnjaschtschi                                                                         | 7      | 9      |
| 8   | 2009         | Étienne Bacrot Oleksandr Mojissejenko                                                        | 6 1⁄2  | 9      |
| 9   | 2010         | Lê Quang Liêm                                                                                | 7      | 9      |
| 10  | 2011         | Lê Quang Liêm Nikita Witjugow Jewgeni Tomaschewski                                           | 6 1⁄2  | 9      |
| 11  | 2012         | Mateusz Bartel Anton Korobow Pawel Eljanow                                                   | 6 1⁄2  | 9      |
| 12a | 2013 (Rapid) | Sergei Karjakin Alexander Grischtschuk                                                       |        |        |
| 12b | 2013 (Blitz) | Jan Nepomnjaschtschi                                                                         |        |        |
| 13  | 2015         | Jan Nepomnjaschtschi Daniil Dubow                                                            | 7      | 9      |
| 14  | 2016         | Jewgeni Najer Boris Gelfand                                                                  | 6 1⁄2  | 9      |
| 15  | 2017         | Wladimir Fedossejew                                                                          | 7      | 9      |
| 16  | 2018         | Uladsislau Kawaljou                                                                          | 7      | 9      |
| 17  | 2019         | Kaido Külaots Haik Martirosjan                                                               | 7      | 9      |
| 18  | 2020         | Aydın Süleymanlı Rinat Schumabajew Rauf Məmmədov Aravindh Chithambaram                       | 6 1⁄2  | 9      |
| 19  | 2024         | Amin Tabatabaei                                                                              | 7 1⁄2  | 9      |
| 20  | 2025         | Jan Nepomnjaschtschi                                                                         | 7      | 9      |